# Carpe diem

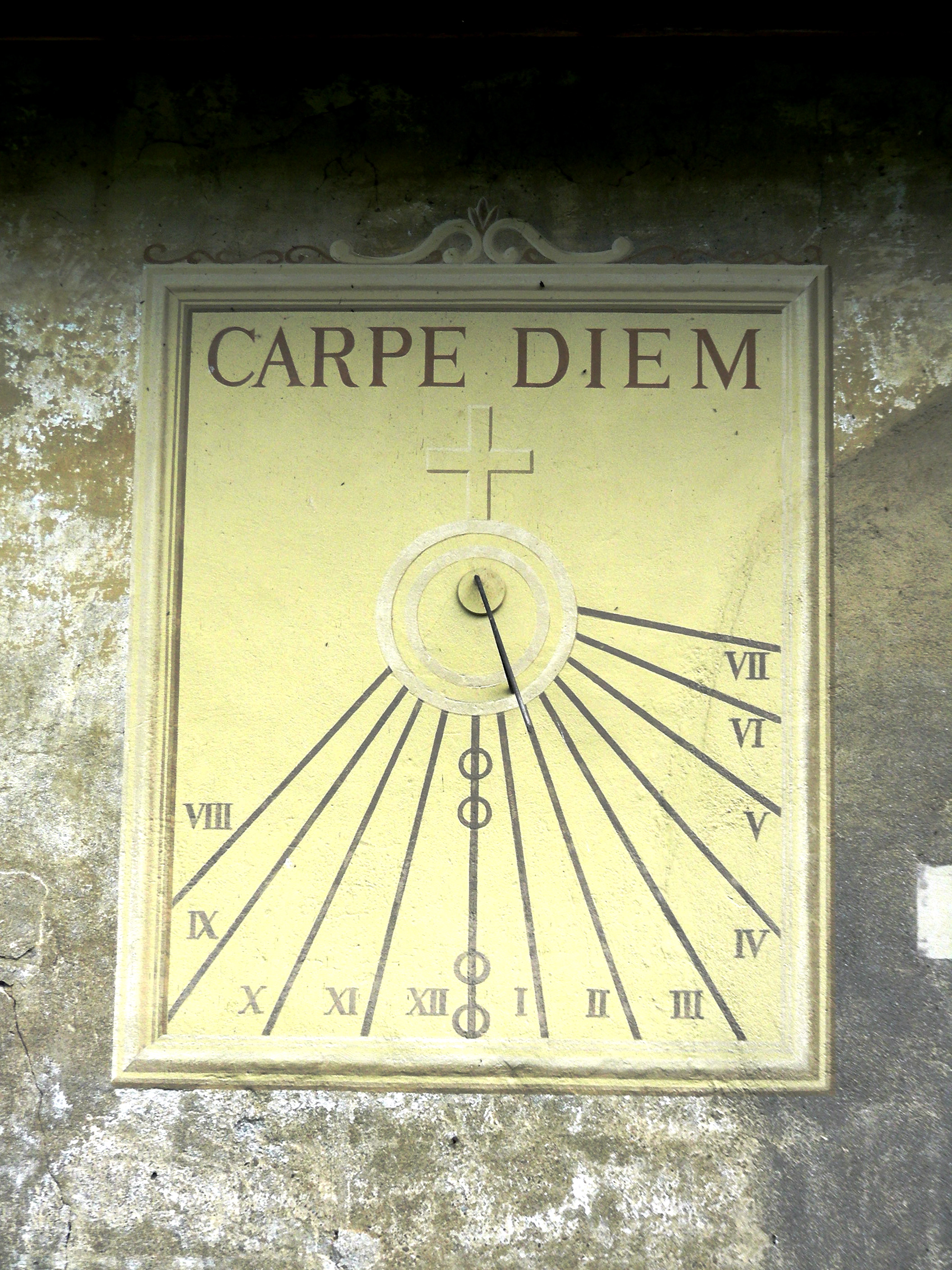
Een zonnewijzer met Carpe Diem als opschrift op een gebouw in het Franse Yvoire (2006)

Carpe diem is een Latijns spreekwoord dat Pluk de dag betekent. De zinsnede is afkomstig van de Romeinse dichter Horatius (Ode 11 uit Boek 1).
Carpe diem / Pluk de dag, waarin de dag overdrachtelijk als een vergankelijke, kortstondig bloeiende bloem wordt voorgesteld, is een aansporing om niet tot morgen uit te stellen wat vandaag gedaan kan worden, overeenkomstig de leer van de Stoa en het Epicurisme. Horatius zag zichzelf als epicurist. De context is
[...] sapias, vina liques, et spatio brevi
spem longam reseces. dum loquimur, fugerit invida
aetas: carpe diem quam minimum credula postero.
Vertaling:
[...] wees wijs, klaar de wijn en zet je toekomstdroom af tegen
de korte tijd die je gegeven is. Terwijl wij praten is de jaloerse
tijd al gevlogen: pluk de dag en reken zo min mogelijk op morgen.
Later werd carpe diem ook wel hedonistisch opgevat als "geniet zo veel mogelijk van de dag van heden".

## Gebruik in literatuur
De frase werd veelvuldig geciteerd in 16e- en 17e-eeuwse literatuur; ze werd onder andere gebruikt in Robert Herricks To the Virgins, to Make Much of Time en in Shakespeares Twelfth Night. 
Louis Couperus wijdde er een bekend essay aan: "Pluk de dag, dweep en droom niet met de schim van het Verleden en wees niet bang voor het spook van de Toekomst, maar sla de verliefde armen vast om het levende, gloeiende Heden".